# Ветрен (Грчка)
Ветрен (грч. Νέο Πετρίτσι, Нео Петрици) је насељено место у општини Синтика у периферији Средишња Македонија, Грчка. Према попису из 2021. године било је 1.690 становника.
Према бугарском географу и историчару, Василу Канчову, у Ветрену је 1900. године живело 1.300 Турака, 250 Словена хришћана, 120 Рома и 100 Черкеза. Године 1924. турско и черкезко становништво је принудно исељено у Турску а на њихово место је насељено 179 грчких избегличких породица, укупно 718 особа. На попису из 1928. године Ветрен је имао 2.611 становника.